# 일대일 (1972년 영화)
"일대일"은 한국에서 제작된 김묵 감독의 1972년 영화이다. 강신성일 등이 주연으로 출연하였고 심준섭 등이 제작에 참여하였다.

## 출연

### 주연
- 강신성일
- 오유경